# Guđátjávri
Guđátjávri, Vidátjávri, Njealjátjávri, Goalmmátjávri och Goahtejávri eller Vuokŋoljávrrit är sjöar i Finland. De ligger i kommunen Utsjoki i landskapet Lappland, i den norra delen av landet, 1 100 km norr om huvudstaden Helsingfors. Guđátjávri ligger 227,2 meter över havet. Omgivningarna runt Guđátjávri är i huvudsak ett öppet busklandskap. Arean är 31,7 hektar och strandlinjen är 4,19 kilometer lång. Sjön  ingår i Tana älvs huvudavrinningsområde. 